# 塞尔维亚戴维斯杯代表队
塞尔维亚戴维斯杯代表队是塞尔维亚男子网球队参加戴维斯杯的队伍。塞尔维亚网球联合会（Serbian Tennis Federation）负责管理。塞尔维亚首次参加戴维斯杯是在1995年，当时还是以南斯拉夫的名义参赛直到2003年。自2006年6月起，由于塞尔维亚和黑山的解体，队伍以塞尔维亚的名义参赛，并继承其历史成绩。
2010年，塞尔维亚队在决赛中以3:2击败东道主法国队，首次也是唯一一次夺得戴维斯杯冠军。2013年，塞尔维亚在贝尔格莱德举行的决赛中以2:3不敌捷克队，屈居亚军。该队还曾四次闯入戴维斯杯半决赛（2011年、2017年、2021年、2023年），四次闯入戴维斯杯四分之一决赛（2012年、2015年、2016年、2019年）。